# Ochi, Kōchi
Ochi (japanska: 越知町?, Ochi-chō) är en landskommun (köping) i Kōchi prefektur i Japan. 